# Anhörig
En anhörig är en familjemedlem eller en nära släkting till en själv eller en annan familjemedlem. I formella sammanhang brukar man prata om nära anhörig och specificera vilka personer denna benämning avser. Detta är viktigt till exempel i samband med dödsfall, men också situationer som rätt till ledighet när en nära anhörig blir sjuk.
Som nära anhörig räknas normalt (i Sverige) make/maka/sambo och barn medan syskon, egna föräldrar och make/maka/sambos föräldrar bara räknas som anhöriga. Begreppen är dock inte givna och beror mycket på situationen.

## Etymologi
Av lågtyska anhörich (= tyska Angehörig) med betydelsen släkt med eller tillhörande.